# هميزات
هميزات هو موقع ويب من نوع مقاولة أنشئ في 2011، يقع مقره الرئيسي في المغرب.

## وصلات خارجية
- الموقع الرسمي